# カレッジ (アラスカ州)
カレッジ（College）はアメリカ合衆国アラスカ州フェアバンクス・ノーススター郡にある国勢調査指定地域。フェアバンクス都市圏に含まれ、人口は2010年の時点で12,964人である。
カレッジはアラスカ内陸部最大の都市であるフェアバンクスと隣接している。フェアバンクス市との境界線にアラスカ大学フェアバンクス校（UAF）があり、「カレッジ（英語で大学）」という都市名の由来になったほか、カレッジの基幹産業ともなっている。独立した自治体としてではなくフェアバンクスの一部として扱われることも多く、防災と救急に関してはUAFが、公安に関してはUAFの公安部門とアラスカ州警察隊が共同で行っている。

## 位置
カレッジはアラスカ州中央部の北緯64度50分54秒 西経147度49分38秒 / 北緯64.84833度 西経147.82722度に位置する。
アメリカ合衆国国勢調査局によると、自治体面積は49.5 km²（東京都江戸川区とほぼ同等）で、うち48.4 km²が陸地、1.1 km²が水域である。

## 人口統計
2000年の国勢調査ではカレッジの人口は11402人で4104世帯、2,638家族が暮らしている。人口密度は1km²あたり235.8人。人種構成は白人が77.85%、黒人が3.11%、ネイティブ・アメリカンが8.95%、アジア系が3.19%、太平洋系が0.08%、その他が1.09%となっており、5.74%が混血、3.74%がヒスパニックまたはラティーノである。
4104世帯のうち37.1%の世帯に18歳以下の子供がおり、48.0%が夫婦が共に暮らしている。11.0%は夫がいない女性が世帯主になっており、35.7%が家族と生活をしていない世帯である。一人暮らしの世帯は25.7%で、65歳以上の老人が一人で生活をしている世帯は3.2%に上る。一世帯の平均構成人数は2.6人、一家族の平均構成人数は3.13人である。
総人口のうち26.7%が18歳以下の子供で、18歳から24歳までが16.8%、25歳から44歳までが29.1%、45歳から64歳までが22.6%、そして65歳以上の老人が4.7%である。平均年齢は30歳で、女性100人に対する男性の割合は107.6人である。
住民一人当たりの所得は23,381ドルで、一世帯の平均年収は56,560ドル、一家族の平均年収は69,969ドルである。男性の平均年収が47,126ドルであるのに対して女性の平均年収は31,495ドルで15,000ドル以上の開きがある。人口の8.2%が貧困線を下回る生活をしており、このうち8.2%が子供、4.8%が老人である。